# Convergence faible (espace de Hilbert)
 (février 2020).
Si vous disposez d'ouvrages ou d'articles de référence ou si vous connaissez des sites web de qualité traitant du thème abordé ici, merci de compléter l'article en donnant les références utiles à sa vérifiabilité et en les liant à la section « Notes et références ».
Pour les articles homonymes, voir Convergence.
En mathématiques, la convergence faible dans un espace de Hilbert est la convergence d'une suite de points dans la topologie faible. 

## Définition
Une suite de points {\displaystyle (x_{n})} dans un espace de Hilbert H converge faiblement vers un point x dans H si 
{\displaystyle \langle x_{n},y\rangle \to \langle x,y\rangle }
pour tout y dans H, {\displaystyle \langle \cdot ,\cdot \rangle } désignant le produit scalaire de l'espace de Hilbert.
La notation 
{\displaystyle x_{n}\rightharpoonup x}
est parfois utilisée pour désigner ce type de convergence. 

## Exemples

### Convergence faible des suites orthonormales
Considérons une suite {\displaystyle (e_{n})} orthonormée, c'est-à-dire 
{\displaystyle \langle e_{n},e_{m}\rangle =} δmn
Si cette suite est infinie, alors elle converge faiblement vers zéro.

### Lemme de Riemann-Lebesgue

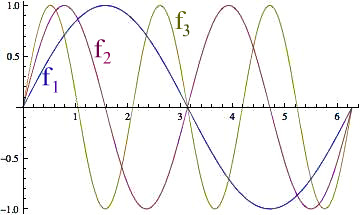
Les 3 premières fonctions de la suite sur. Quand, converge faiblement vers.

L'espace de Hilbert {\displaystyle L^{2}[0,2\pi ]} est l'espace des fonctions de carré intégrable sur l'intervalle {\displaystyle [0,2\pi ]} muni du produit scalaire défini par 
{\displaystyle \langle f,g\rangle =\int _{0}^{2\pi }f(x)\,{\overline {g(x)}}\;\mathrm {d} x}
(voir espace L2). La suite de fonctions {\displaystyle (f_{n})_{n\in \mathbb {N} }} définie par 
{\displaystyle f_{n}(x)=\operatorname {e} ^{\mathrm {i} nx}}
converge faiblement vers la fonction nulle dans {\displaystyle L^{2}[0,2\pi ]}, puisque pour toute fonction {\displaystyle g\in L^{2}[0,2\pi ]}, l'intégrale 
{\displaystyle \langle f_{n},g\rangle =\int _{0}^{2\pi }\operatorname {e} ^{\mathrm {i} nx}\,{\overline {g(x)}}\;\mathrm {d} x}

tend vers {\displaystyle \langle 0,g\rangle =0} quand {\displaystyle n} tend vers l'infini : c'est un cas particulier à la fois de l'exemple précédent et du lemme de Riemann-Lebesgue.
On peut remarquer que {\displaystyle f_{n}} ne converge pas vers 0 en norme {\displaystyle \|\cdot \|_{\infty }} ou {\displaystyle \|\cdot \|_{2}}. Cette non-convergence est l'une des raisons pour lesquelles ce type de convergence est considéré comme « faible ».

## Propriétés
- Si une suite converge fortement, elle converge également faiblement.
- Dans un espace de Hilbert (comme dans tout espace réflexif) les boules fermées sont faiblement compactes, donc toute suite bornée possède une sous-suite faiblement convergente. Notez que les ensembles fermés et bornés ne sont généralement pas faiblement compacts dans les espaces de Hilbert (par exemple, l'ensemble constitué d'une suite orthonormée comme ci-dessus est fermé et borné mais pas faiblement compact car il ne contient pas 0). Cependant, les ensembles bornés et faiblement fermés sont faiblement compacts, de sorte que chaque ensemble fermé convexe borné est faiblement compact.
- Comme dans tout e.v.n., toute suite faiblement convergente est bornée.
- La norme est (séquentiellement) faiblement semi-continue inférieurement : si {\displaystyle x_{n}} converge faiblement vers x, alors 
{\displaystyle \Vert x\Vert \leq \liminf _{n\to \infty }\Vert x_{n}\Vert ,}
et cette inégalité est stricte chaque fois que la convergence n'est pas forte. Par exemple, toute suite orthonormale infinie converge faiblement vers zéro (voir supra).
- Si {\displaystyle x_{n}} converge faiblement vers {\displaystyle x} et si l'hypothèse supplémentaire {\displaystyle \lVert x_{n}\rVert \to \lVert x\rVert } est vérifiée, alors {\displaystyle x_{n}} converge vers {\displaystyle x} fortement car
{\displaystyle \langle x-x_{n},x-x_{n}\rangle =\langle x,x\rangle +\langle x_{n},x_{n}\rangle -\langle x_{n},x\rangle -\langle x,x_{n}\rangle \to 0}.
- Sur un espace de Hilbert de dimension finie, c'est-à-dire un espace euclidien ou hermitien, les topologies faible et forte coïncident.
- Les espaces de Hilbert possèdent la propriété de Banach-Saks : pour toute suite bornée {\displaystyle (x_{n})}, il existe une sous-suite {\displaystyle (x_{n_{k}})} dont la suite des moyennes de Cesàro converge fortement.

## Généralisation
La définition de convergence faible peut être étendue aux espaces de Banach. Une suite de points {\displaystyle (x_{n})} dans un espace de Banach B est dite faiblement convergente vers un point x dans B si 
{\displaystyle f(x_{n})\to f(x)}
pour toute forme linéaire continue {\displaystyle f} sur {\displaystyle B} c'est-à-dire pour tout {\displaystyle f} dans le dual topologique {\displaystyle B'}.
Dans le cas où {\displaystyle B} est un espace de Hilbert, grâce au théorème de représentation de Riesz, il existe un {\displaystyle y} dans {\displaystyle B} tel que 
{\displaystyle f(\cdot )=\langle \cdot ,y\rangle },
ce qui permet de retrouver la définition de la convergence faible sur un espace de Hilbert.